# Хенераль-Плутарко-Элиас-Кальес
Хенераль-Плутарко-Элиас-Кальес (исп. General Plutarco Elías Calles) — муниципалитет в Мексике, штат Сонора, с административным центром в городе Сонойта. Численность населения, по данным переписи 2020 года, составила 13 627 человек.

## Общие сведения
Название General Plutarco Elías Calles дано в честь президента Мексики, генерала Плутарко Элиаса Кальеса.
Площадь муниципалитета равна 3656,7 км², что составляет 2 % от площади штата, а наиболее высоко расположенное поселение Лас-Пеньитас-дель-Хучури, находится на высоте 624 метра.
Он граничит с другими муниципалитетами Соноры: на востоке с Каборкой, на юге и западе с Пуэрто-Пеньяско, а на севере проходит государственная граница с США.

## Учреждение и состав
Муниципалитет был образован в августе 1989 года, в его состав входит 72 населённых пункта, самые крупные из которых:
| Код INEGI                  | Населённый пункт                                                                     | Численность населения (2005 год) | Численность населения (2010 год) | Численность населения (2020 год) |
| -------------------------- | ------------------------------------------------------------------------------------ | -------------------------------- | -------------------------------- | -------------------------------- |
| 070                        | Всего                                                                                | 12416                            | 15652                            | 13627                            |
| 0001                       | Сонойта (исп. Sonoyta) 31°51′59″ с. ш. 112°51′26″ з. д. (административный центр)     | 10061                            | 12849                            | 11440                            |
| 0019                       | Эль-Десьерто-де-Сонора (исп. El Desierto de Sonora) 31°49′05″ с. ш. 112°44′59″ з. д. | 946                              | 1188                             | 901                              |
| 0255                       | Колинас-де-Сонойдаг (исп. Colinas de Sonoidag) 31°53′03″ с. ш. 112°51′16″ з. д.      | 172                              | 289                              | 247                              |
| 0042                       | Морелия (исп. Morelia) 31°54′14″ с. ш. 112°54′50″ з. д.                              | 176                              | 256                              | 217                              |
| 0002                       | Адольфо-Лопес-Матеос (исп. Adolfo López Mateos) 31°52′08″ с. ш. 112°47′17″ з. д.     | 207                              | 201                              | 215                              |
| 0043                       | Лас-Нарис (исп. La Nariz) 31°39′40″ с. ш. 112°27′38″ з. д.                           | 223                              | 224                              | 153                              |
| 0194                       | Вальдес (исп. Valdez) 31°42′08″ с. ш. 112°32′31″ з. д.                               | 115                              | 146                              | 148                              |
| —                          | Прочие                                                                               | 516                              | 499                              | 306                              |
| Названия на карте Генштаба |                                                                                      |                                  |                                  |                                  |

## Экономическая деятельность
По статистическим данным 2000 года, работоспособное население занято по секторам экономики в следующих пропорциях:
- сельское хозяйство, скотоводство и рыбная ловля — 10,4 %;
- промышленность и строительство — 21,9 %;
- торговля, сферы услуг и туризма — 63,9 %;
- безработные — 3,8 %.

## Инфраструктура
По статистическим данным 2020 года, инфраструктура развита следующим образом:
- электрификация: 98,5 %;
- водоснабжение: 92,6 %;
- водоотведение: 97,4 %.